# Anemone brevistylis
Anemone brevistylis är en ranunkelväxtart som först beskrevs av Szyszyl., och fick sitt nu gällande namn av John Charles Manning och Goldblatt. Anemone brevistylis ingår i släktet sippor, och familjen ranunkelväxter. Inga underarter finns listade i Catalogue of Life.